# Castelul Vastseliina
Castelul Vastseliina (în estonă Vastseliina piiskopilinnus, în võro Vahtsõliina kants, în germană Burg Neuhausen, în rusă Новгородок/Нейгаузен) este un castel fortificat în ruine situat în Estonia, lângă satul Vana-Vastseliina din districtul Võru, la aproximativ cinci kilometri de orașul Vastseliina (denumit Neuhausen de germanii baltici). Potrivit structurii administrative istorice a guberniei Livonia, castelul se afla pe teritoriul comunei Rõuge din comitatul Võru. A fost construit de Ordinul Livonian și a fost castelul episcopilor catolici de Dorpat.

## Istoric

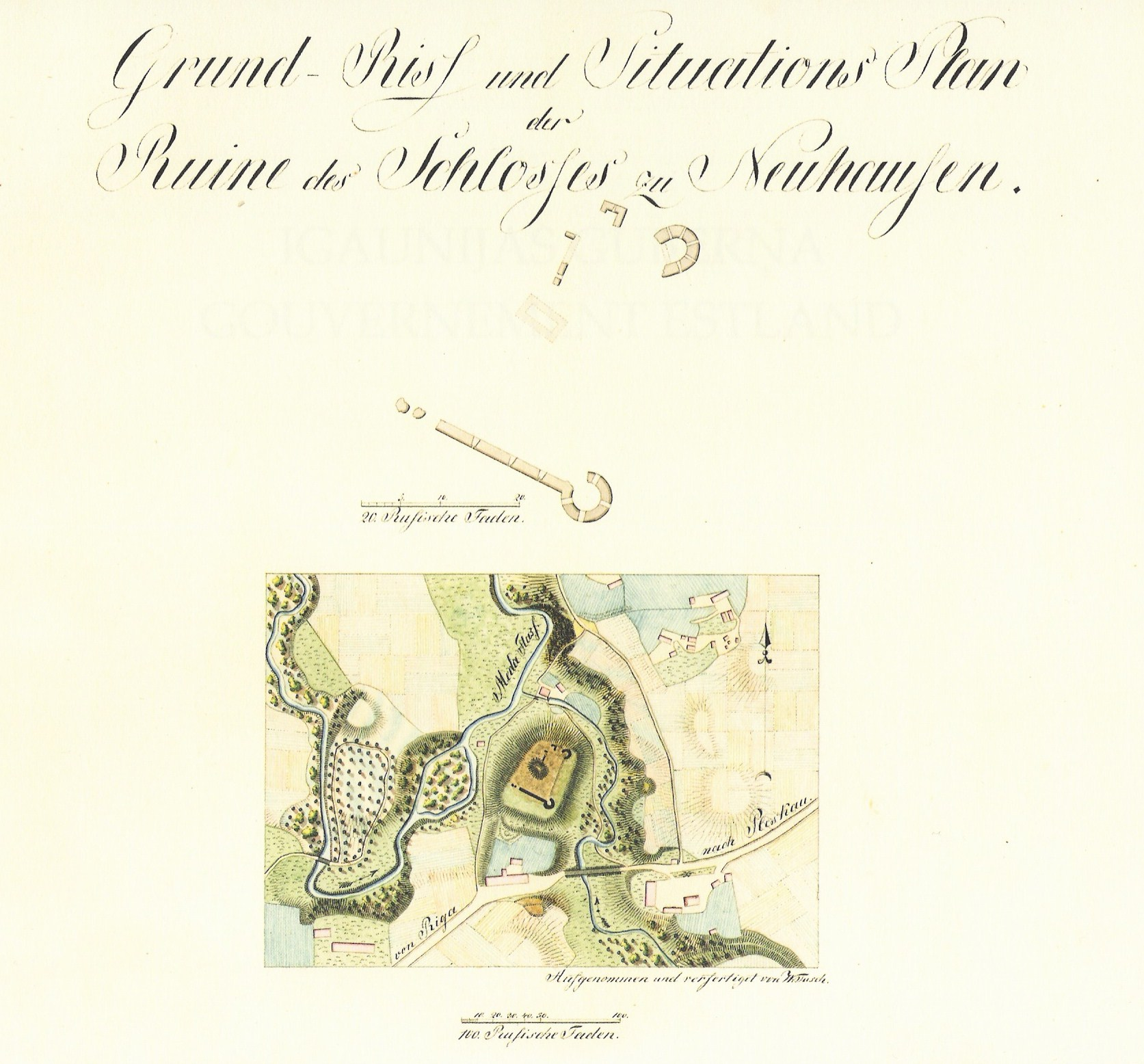
Harta zonei din jurul cetății în secolul al XIX-lea, realizată de Wilhelm Tusch

Primele fortificații de pe locul actual al castelului au fost construite în anul 1273, în timpul episcopului Friedrich von Haseldorf al Dorpatului. Potrivit altor tradiții, un castel fortificat cu numele de Frouwenborch a fost construit în 1342, în timpul Landmeister-ului Burchard von Dreileben, pentru a apăra granița Confederației Livoniene cu Republica Novgorodului și Principatul Pskov. Amplasarea sa pe un deal între două râuri amintește de primele castele ale Ordinului Livonian. După ce în septembrie 1353 ar fi avut loc acolo un miracol, pe care episcopul Fromhold von Vifhusen al Rigăi i l-ar fi relatat papei Inocențiu al VI-lea, Castelul Vastseliina a devenit un popular loc de pelerinaj. Un pelerinaj la Capela Sfintei Cruci ducea la eradicarea păcatului în 40 de zile, îi asigura pe credincioși papa Inocențiu al VI-lea la 30 ianuarie 1354.
În cursul Războiului Livonian din 1558, Castelul Vastseliina a fost cucerită de trupele rusești după ce garnizoana livoniană a rezistat timp de șase săptămâni. Ulterior, în anul 1582, oștile poloneze au capturat castelul. În perioada Marelui Război al Nordului (1700–1721) Castelul Vastseliina a fost distrus și apoi a căzut în paragină.

## Arhitectură
Castelul avea în forma sa originală o structură asemănătoare unui turn, care era protejată pe trei laturi de apă. Sub turn se afla o pivniță boltită și deasupra ei capela castelului, care a fost menționată și ea într-un document. Cu o suprafață aproximativă de 40 x 70 m, complexul fortificat se întindea pe cea mai mare parte a dealului și era considerat cel mai solid castel din țară. Castelului i-au fost aduse modificări ample în cursul secolului al XV-lea, fiindu-i adăugate turnuri solide care să reziste tirului artileriei.

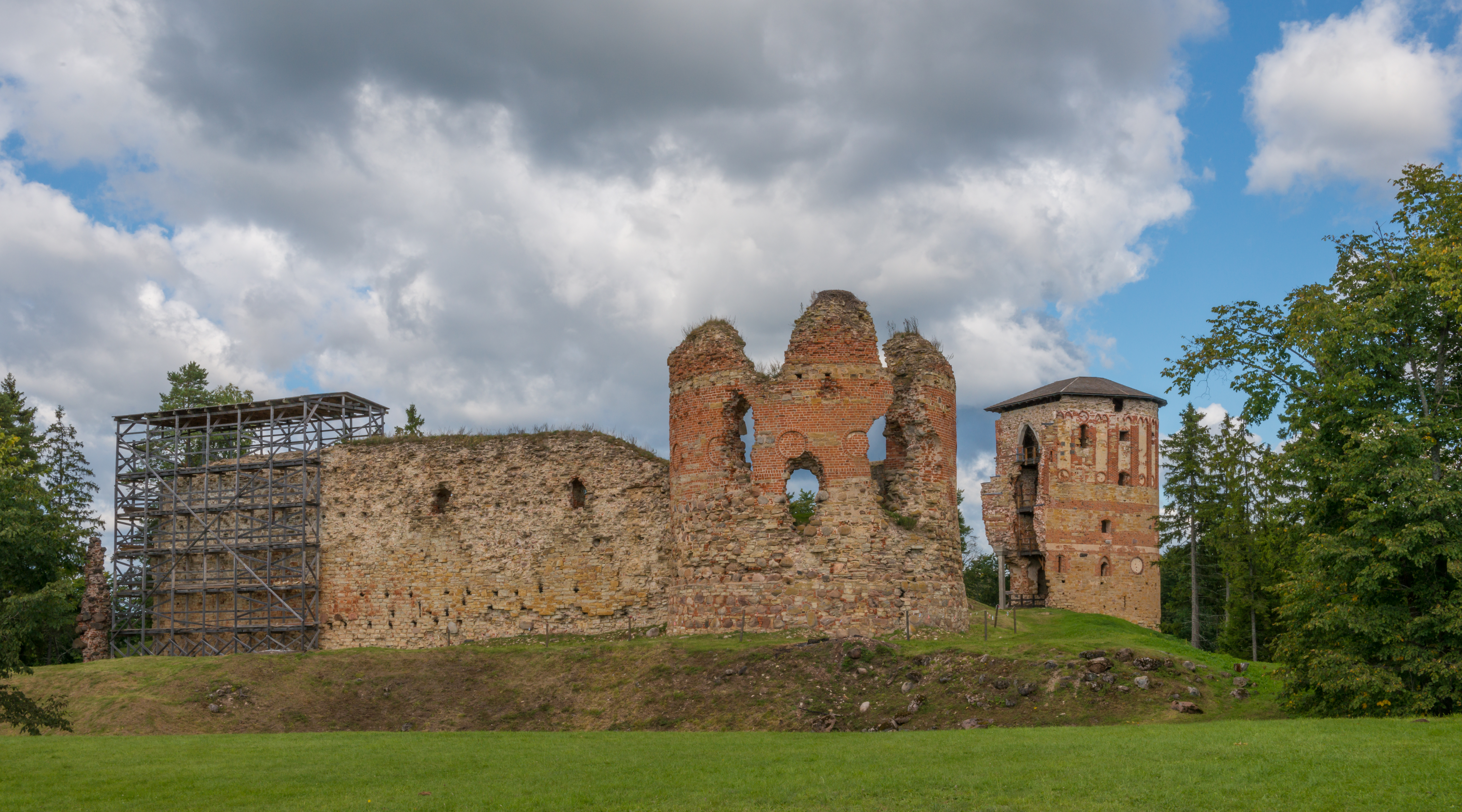
Vedere dinspre sud
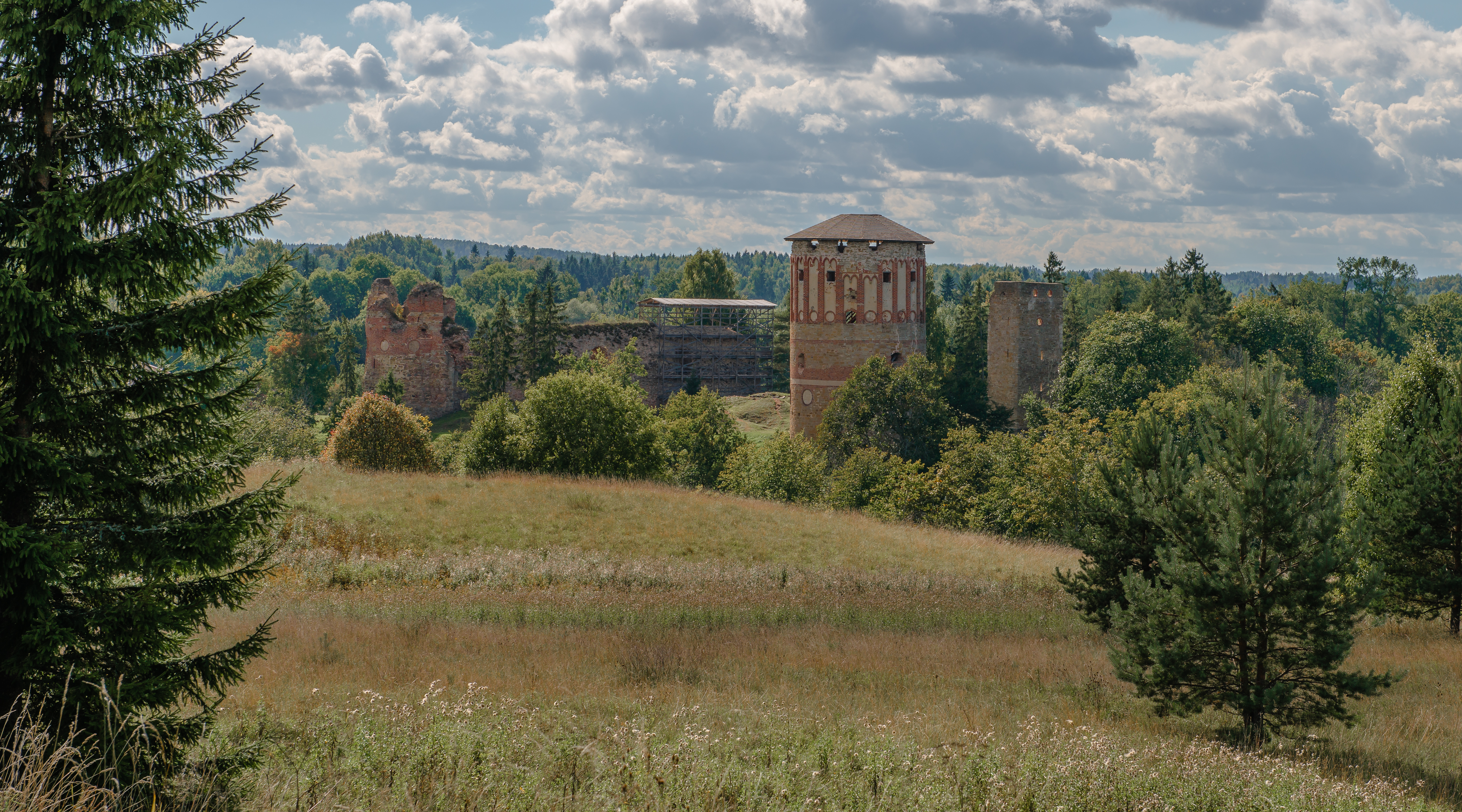
Vedere dinspre est
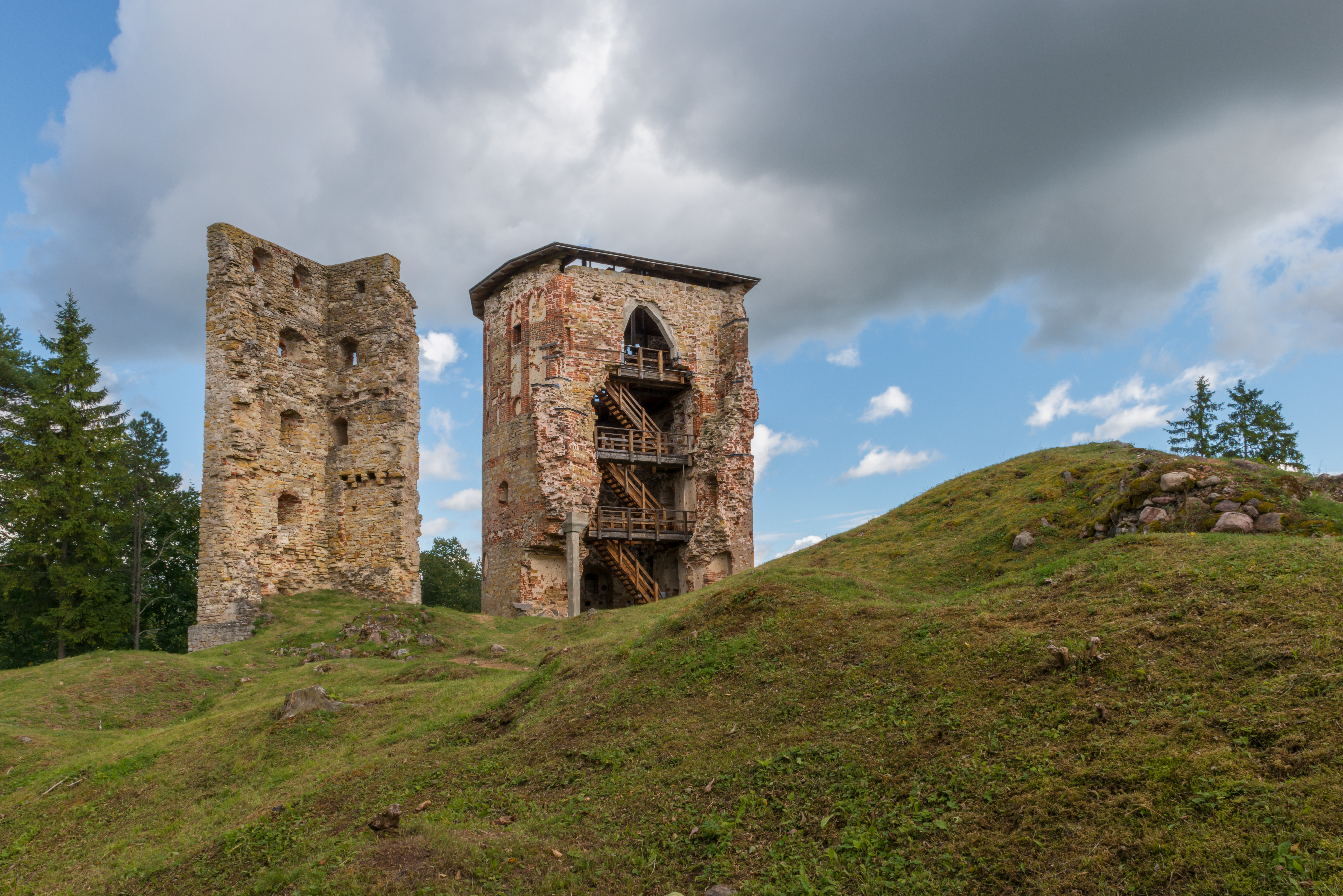
Vedere dinspre vest
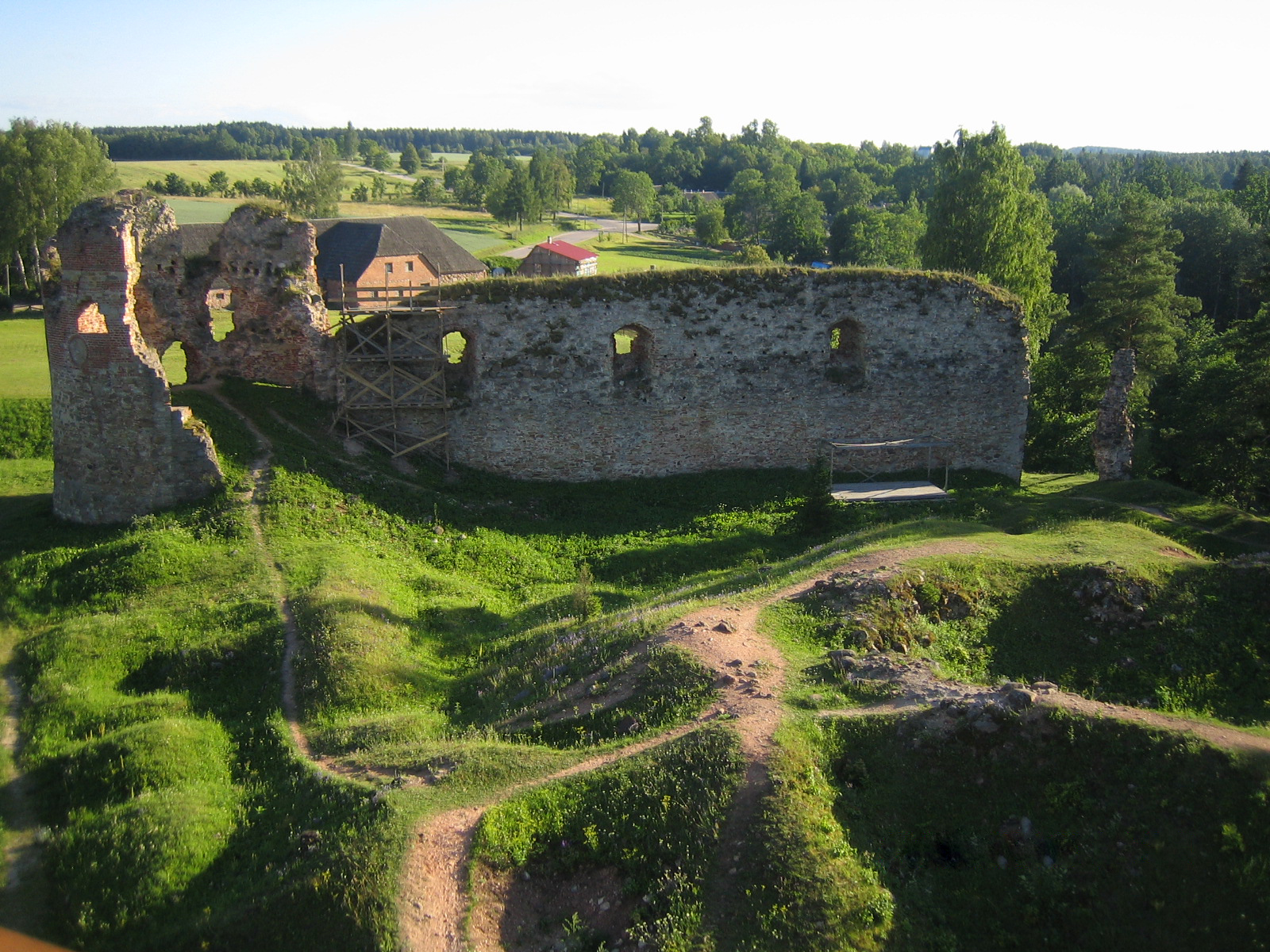
Ruinele castelului în 2008